# Бейсце
Бейсце (пол. Bejsce) — село в Польщі, у гміні Бейсці Казімерського повіту Свентокшиського воєводства.
Населення — 763 особи (2011).
У 1975-1998 роках село належало до Келецького воєводства.

## Демографія
Демографічна структура на день 31 березня 2011 року:
|          | Загалом | Допрацездатний вік | Працездатний вік | Постпрацездатний вік |
| -------- | ------- | ------------------ | ---------------- | -------------------- |
| Чоловіки | 339     | 58                 | 228              | 53                   |
| Жінки    | 424     | 55                 | 247              | 122                  |
| Разом    | 763     | 113                | 475              | 175                  |